# Amoksycylina
Amoksycylina (niepoprawne: amoksycyklina) – organiczny związek chemiczny, półsyntetyczny antybiotyk β-laktamowy o działaniu bakteriobójczym, należący do grupy aminopenicylin, wrażliwy na działanie β-laktamazy.

## Mechanizm działania
Ze względu na strukturalne podobieństwo do alaniny, która jest składnikiem mureiny, amoksycylina blokuje aktywność transpeptydaz (PBP) biorących udział w tworzeniu wiązań pomiędzy pentapeptydami mukopolisacharydu ściany komórkowej bakterii. W dalszym etapie, na skutek aktywacji hydrolaz komórkowych, dochodzi do lizy komórki bakteryjnej. Amoksycylina nie wnika do wnętrza komórki, a zatem nie działa na drobnoustroje wewnątrzkomórkowe.
Amoksycylina dobrze przenika do wszystkich tkanek i płynów śródmiąższowych, na przykład skóry, tkanki tłuszczowej, płynu opłucnowego, płynu otrzewnowego, torebki stawowej, żółci, nerek, cieczy wodnistej oka, kości, błon śluzowych i moczu, osiągając stężenie wystarczające do wywołania efektu terapeutycznego. Słabo przenika do płynu mózgowo-rdzeniowego i mleka matki.

## Zakres działania
Amoksycylina jest antybiotykiem o szerokim spektrum działania. Działa zarówno na bakterie Gram-dodatnie, jak i Gram-ujemne (Salmonella, Shigella, E. coli, Haemophilus influenzae, Bordetella pertussis, Proteus mirabilis). Szczepy bakterii Pseudomonas aeruginosa, Enterobacter aerogenes, Serratia oraz indolododatnie szczepy Proteus są niewrażliwe na działanie tego antybiotyku. Aktywność wobec drobnoustrojów G(+) jest słabsza w porównaniu z penicyliną, jednak działa od niej 10-krotnie silniej na bakterie G(−). Wadą amoksycyliny jest podatność na rozkładanie przez penicylinazy, a w związku z tym znikoma skuteczność w zakażeniach wywołanych bakteriami wytwarzającymi ten enzym. Połączenie z kwasem klawulanowym w jednym preparacie pozwoliło na rozszerzenie zakresu działania amoksycyliny na wiele bakterii wytwarzających β-laktamazy. Antybiotyk ten wchodzi również w skład niektórych wielolekowych schematów eradykacji bakterii H. pylori w chorobie wrzodowej żołądka.
| bakterie Gram-dodatnie tlenowe                                                                                   | bakterie Gram-dodatnie beztlenowe | bakterie Gram-ujemne tlenowe                  | bakterie Gram-ujemne beztlenowe |
| --- | --------------------------------- | --------------------------------------------- | ------------------------------- |
| ziarenkowce Staphylococcus aureus i Staphylococcus epidermidis oraz inne koagulazo–ujemne wrażliwe na metycylinę | laseczki Clostridium spp.         | dwoinki zapalenia opon mózgowo-rdzeniowych    | pałeczki Bacteroides spp.       |
| paciorkowce grupy A i B i inne β-hemolizujące                                                                    | laseczki zgorzeli gazowej         | dwoinki rzeżączki                             | pałeczki Prevotella spp.        |
| dwoinki zapalenia płuc                                                                                           |                                   | pałeczki Helicobacter pylori                  | pałeczki Fusobacterium spp.     |
| laseczki wąglika                                                                                                 |                                   | przecinkowce cholery                          |                                 |
| maczugowce błonicy                                                                                               |                                   | dwoinki Moraxella catarrhalis                 |                                 |
| pałeczki listerii                                                                                                |                                   | pałeczki Gardnerella vaginalis                |                                 |
| paciorkowce Enterococcus faecalis                                                                                |                                   | pałeczki Proteus mirabilis i Proteus vulgaris |                                 |
| paciorkowce Enterococcus faecium                                                                                 |                                   | pałeczki Eikenella corrodens                  |                                 |
| |                                   | pałeczki Haemophilus influenzae               |                                 |
| |                                   | pałeczki Salmonella spp. i Shigella spp.      |                                 |
| |                                   | pałeczki okrężnicy                            |                                 |
| |                                   | pałeczki zapalenia płuc                       |                                 |
| |                                   | pałeczki krztuśca                             |                                 |
| |                                   | pałeczki Brucella spp.                        |                                 |

## Wskazania do stosowania
Leczenie infekcji, wywołanych bakteriami wrażliwymi na działanie amoksycyliny, takich jak:
- zakażenia górnych i dolnych dróg oddechowych wywołane przez paciorkowce α- i β-hemolizujące, S. pneumoniae, Staphylococcus spp. i H. influenzae, nie wytwarzające penicylinazy
- zakażenia dróg moczowych wywołane przez E. coli, P. mirabilis, E. faecalis
- zakażenia żołądkowo-jelitowe wywołane przez H. pylori, Salmonella spp., Shigella spp.
- zakażenia skóry i tkanek miękkich wywołane przez paciorkowce α- i β-hemolizujące, nie wytwarzające penicylinazy Staphylococcus spp. i E. coli
- rzeżączka ostra niepowikłana wywołana przez N. gonorrhoeae
- ostre zapalenie ucha środkowego
- zapalenie migdałków podniebiennych (udokumentowane zakażenie paciorkowcami β-hemolizującymi grupy A)
- zapalenie i zapobieganie zapaleniu wsierdzia
- wczesna postać boreliozy (stadium I)
- eradykacja Helicobacter pylori w skojarzeniu z innymi lekami
- ostre bakteryjne zapalenie zatok
- zakażenia stawów
- zakażenia w stomatologii
- inne zakażenia wywołane przez wrażliwe bakterie np.: posocznica wywołana E. coli, zakażenia szpiku wywołane przez Staphylococcus aureus, zakażenia w obrębie jamy brzusznej, zakażenia pooperacyjne o etiologii mieszanej (tlenowo-beztlenowej)
- profilaktyka zakażeń chirurgicznych.

Przed rozpoczęciem leczenia amoksycyliną należy przeprowadzić badanie antybiotykowrażliwości wyizolowanego szczepu, wywołującego zakażenie. Leczenie może być wdrożone przed uzyskaniem wyniku antybiogramu.

## Przeciwwskazania
Przeciwwskazania:
- nadwrażliwość na amoksycylinę lub na jakikolwiek antybiotyk β-laktamowy
- ciężka niewydolność nerek
- wystąpienie w przeszłości żółtaczki lub zaburzeń czynności wątroby spowodowanych przez amoksycylinę
- produktów leczniczych zawierających w swoim składzie amoksycylinę z kwasem klawulanowym[5] nie wolno stosować u pacjentów z ciężką niewydolnością wątroby.

## Środki ostrożności
- Po podaniu amoksycyliny rzadko może wystąpić wstrząs anafilaktyczny i inne ciężkie reakcje alergiczne. W takim przypadku należy wdrożyć odpowiednie postępowanie ratunkowe.
- Nie należy podawać amoksycyliny pacjentom z mononukleozą zakaźną, białaczką limfatyczną lub zakażeniami wirusowymi, gdyż bardzo często występuje osutka plamista.
- Należy stosować ostrożnie u pacjentów z astmą i skłonnością do uczuleń.
- Podobnie jak w przypadku innych antybiotyków z grupy penicylin o szerokim zakresie działania przeciwbakteryjnego, istnieje możliwość nadkażenia drobnoustrojami niewrażliwymi na amoksycylinę.
- W przypadku wystąpienia biegunki, zwłaszcza ciężkiej, należy rozważyć możliwość wystąpienia rzekomobłoniastego zapalenia jelita grubego i w razie potwierdzenia takiego rozpoznania odstawić lek.
- U chorych z niewydolnością nerek należy zachować ostrożność i zmodyfikować dawkowanie.
- Pacjentom, którzy mają być leczeni na rzeżączkę i u których podejrzewa się zakażenie kiłą, należy zlecić odpowiednie badania w celu potwierdzenia zakażenia krętkami.
- Szczególnie ostrożnie należy stosować u wcześniaków, noworodków i dzieci – należy kontrolować czynność nerek, wątroby oraz parametry hematologiczne.
- U kobiet w ciąży i w okresie karmienia piersią można stosować amoksycylinę, gdy jest to zdecydowanie konieczne. Niewielka ilość amoksycyliny przenika do mleka matki. Ryzyko wpływu na dziecko jest znikome, z wyjątkiem możliwości działania uczulającego.
- Duże stężenia amoksycyliny w moczu może powodować jej wytrącanie w cewnikach moczowych, natomiast duże dawki leku mogą powodować wytrącanie się kryształków amoksycyliny w moczu – w obydwu przypadkach pacjentowi należy podawać odpowiednią ilość płynów i utrzymywać właściwą diurezę.
- Jeden z preparatów dostępnych w Polsce[5] zawiera barwnik azowy – karmoizynę, który może wywoływać reakcje alergiczne.
- Ostrożnie stosować u pacjentów z chorobami przewodu pokarmowego ze względu na ryzyko zmniejszonego wchłaniania leku. W takich przypadkach zaleca się podawanie amoksycyliny pozajelitowo.
- Niektóre preparaty w postaci proszku do sporządzania zawiesiny doustnej, dostępne w Polsce[5] zawierają aspartam, dlatego należy je stosować ostrożnie u pacjentów z fenyloketonurią.
- Część produktów leczniczych, dostępnych w Polsce, z kwasem klawulanowym[5] zawierają sód lub potas. Należy wziąć to pod uwagę u pacjentów na diecie z kontrolowaną zawartością sodu lub potasu.

## Interakcje
Leki spowalniające filtrację nerkową penicylin (np. probenecyd, fenylbutazon, oksyfenbutazon, indometacyna, sulfinpirazon oraz w mniejszym stopniu kwas acetylosalicylowy) przedłużają okres półtrwania i zwiększają stężenie amoksycyliny w osoczu. Jednoczesne stosowanie amoksycyliny i doustnych środków antykoncepcyjnych może zwiększać częstość występowania krwawień międzymiesiączkowych i osłabiać skuteczność antykoncepcji. Duże dawki tego antybiotyku mogą nasilać działanie doustnych leków przeciwzakrzepowych z grupy kumaryny np. warfaryny lub disulfiramu. Podczas leczenia amoksycyliną możliwe jest zwiększenie wchłaniania digoksyny. Nieenzymatyczne metody oznaczania stężenia glukozy w moczu mogą dawać wyniki fałszywie dodatnie. Leczenie może także wpływać na wyniki testów na zawartość urobilinogenu oraz zaburzać oznaczanie białka metodą kolorymetryczną.

## Działania niepożądane
W całości działania niepożądane były rejestrowane u 13% pacjentów.
Zaburzenia przewodu pokarmowego:
- biegunka, nudności, wzdęcia, utrata apetytu, luźne stolce, niestrawność
- świąd odbytu
- suchość błony śluzowej jamy ustnej
- zaburzenia smaku
- umiarkowane i przemijające zwiększenie aktywności enzymów wątrobowych, zapalenie wątroby, żółtaczka zastoinowa
- rzekomobłoniaste zapalenie okrężnicy, krwotoczne zapalenie okrężnicy
- powierzchowne przebarwienie zębów.

Reakcje alergiczne:
- wysypka, osutka, pokrzywka
- rumień wielopostaciowy
- wstrząs anafilaktyczny
- zespół Stevensa-Johnsona
- martwica toksyczno-rozpływna naskórka
- obrzęk krtani
- choroba posurowicza
- pęcherzowe i złuszczające zapalenie skóry
- gorączka polekowa.

Zaburzenia układu krwiotwórczego:
- agranulocytoza
- niedokrwistość hemolityczna
- trombocytopenia
- eozynofilia.

Zaburzenia OUN:
- zawroty i bóle głowy
- hiperkineza
- drgawki.

Zaburzenia nerek i dróg moczowych:
- śródmiąższowe zapalenie nerek
- krystaluria.

Przedłużone i wielokrotne stosowanie amoksycyliny może powodować nadkażenia i kolonizację opornymi drobnoustrojami lub drożdżami wywołującymi kandydozę błony śluzowej jamy ustnej i pochwy.

## Dawkowanie
Dawkowanie amoksycyliny zależy od wieku, masy ciała, czynności nerek pacjenta, ciężkości i lokalizacji zakażenia oraz od przypuszczalnego lub potwierdzonego patogenu. 
| Droga podania | Zalecana dawka jednorazowa (g) | Zalecana dawka dobowa (g) | Maksymalna dawka jednorazowa (g) | Maksymalna dawka dobowa (g) |
| ------------- | ------------------------------ | ------------------------- | -------------------------------- | --------------------------- |
| doustnie      | 0,25–0,5                       | 0,75–1,5                  | 3,0                              | 6,0                         |
| dożylnie      | 1,0                            | 4,0                       | 1,5                              | 6,0                         |
| domięśniowo   | 0,5                            | 1,5                       | 1,0                              | 4,0                         |

W zakażeniach o lekkim lub umiarkowanie ciężkim nasileniu zwykle wystarcza od 5 do 7 dni kuracji. W zakażeniach paciorkowcowych leczenie należy prowadzić przez przynajmniej 10 dni. W zakażeniach ciężkich lub przewlekłych oraz zakażeniach w miejscach, gdzie osiągane są małe stężenia antybiotyku, czas leczenia zależy od obrazu klinicznego. Leczenie zwykle kontynuuje się przez 3 do 4 dni od chwili ustąpienia objawów choroby.
Preparaty w postaci doustnej zawierające amoksycylinę należy popijać dużą ilością płynu. Można je stosować niezależnie od posiłków, jednak wskazane jest przyjmowanie leku podczas lub przed ich spożywaniem. Tabletki należy połykać w całości.

## Przedawkowanie
Amoksycylina nie wywołuje zwykle ostrych objawów toksycznych, nawet w przypadku omyłkowego zażycia dużej dawki. Przedawkowanie może powodować zaburzenia żołądka i jelit oraz równowagi wodno-elektrolitowej. U pacjentów z ciężkimi zaburzeniami czynności nerek duże przedawkowanie może wywołać objawy nefrotoksyczności: możliwe jest wytrącanie się kryształów amoksycyliny.
Nie ma specyficznej odtrutki w przypadku przedawkowania amoksycyliny. Leczenie polega przede wszystkim na podaniu węgla aktywowanego (płukanie żołądka nie jest zwykle konieczne) i leczeniu objawowym. Szczególną uwagę należy zwrócić na równowagę wodno-elektrolitową. Amoksycylinę można usunąć z organizmu metodą hemodializy.

## Preparaty

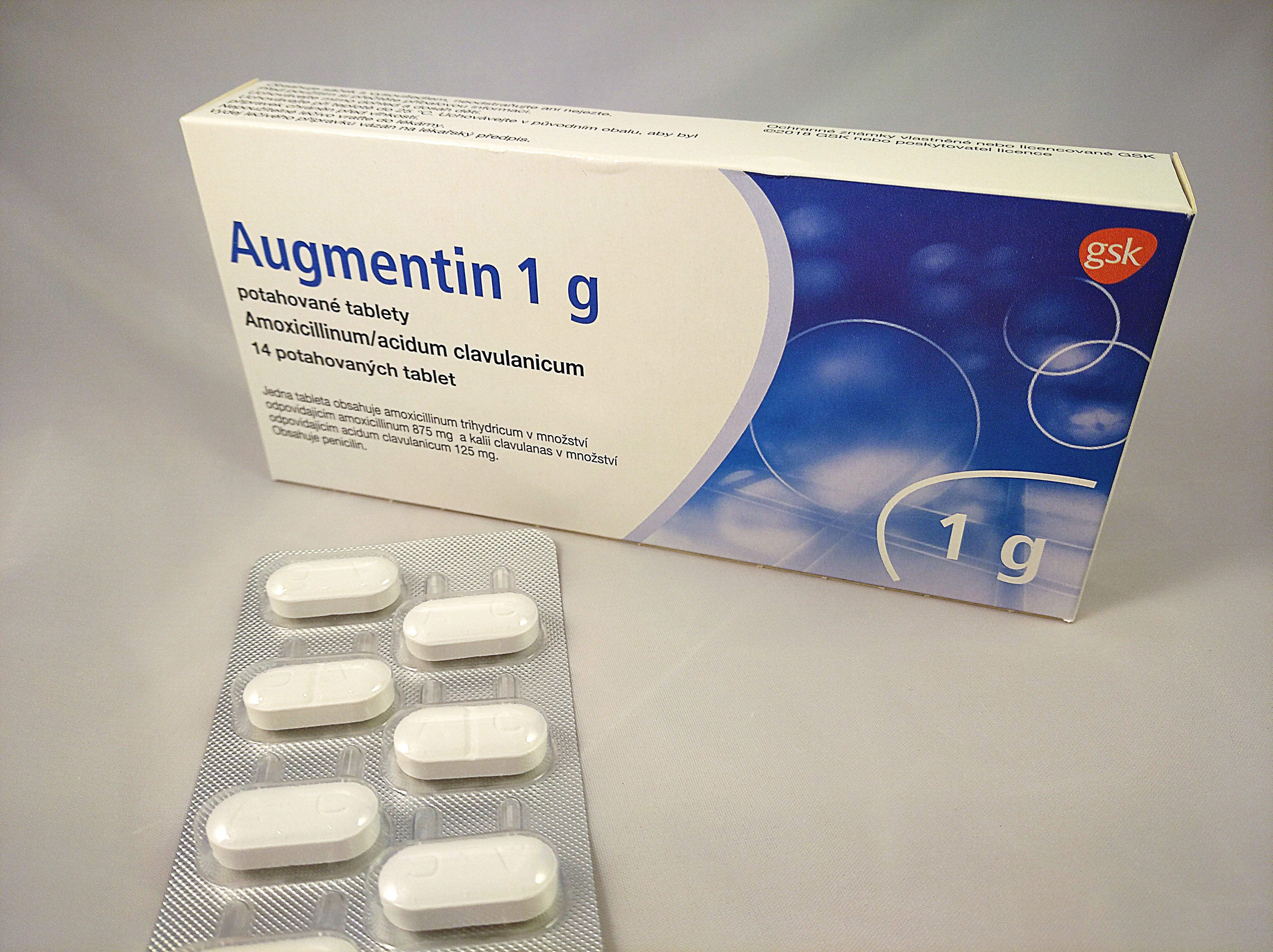
Augmentin (amoksycylina + kwas klawulanowy)

### Polska
Dostępne w Polsce preparaty proste: Amotaks, Amoxicillin–1A Pharma, Duomox, Hiconcil, Novamox, Novamox, Ospamox.
Dostępne w Polsce preparaty złożone (amoksycylina + kwas klawulanowy): Amoclan, Amoclan BID, Amoksiklav, Amoxicillin/Clavulanic acid Aurobindo, Augmentin, Claviratio, Co–amoxiclav Bluefish, Curam, Forcid, Ramoclav, Taromentin.